# В поисках потерянного Египта
«В по́исках поте́рянного Еги́пта» (фр. À la recherche de l'Égypte oubliée) — иллюстрированная монография по истории Древнего Египта и египтологии, опубликованная в 1986 году, в карманном формате, издательством Éditions Gallimard. Написанная французским египтологом Жаном Веркутте, эта работа стала первым томом в популярной серии «Découvertes Gallimard» (на русском языке известная как «Открытие»). В 1987 году книга была удостоена литературной премии Фонда Франции.

## Аннотация и введение
В IV веке христианский римский император Феодосий I Великий издал указ о закрытии всех языческих храмов в империи. Следствием этого стало то, что иероглифическое письмо, ещё существовавшее тогда, вскоре перестало быть понятным. Египет времён фараонов канул в лету. Лишь военная экспедиция Наполеона в 1798 году и написанное по его итогам «Описание Египта» пробудили в Европе интерес к памятникам и искусству этой древней цивилизации. Дешифровка иероглифов Жаном-Франсуа Шампольоном в 1822 году ознаменовала собой рождение египтологии.
Начиная с описания транспортировки Луксорского обелиска на парижскую площадь Согласия и заканчивая историей открытия сокровищ Тутанхамона, Жан Веркутте рассказывает об истории повторного открытия цивилизации Древнего Египта в этой «миниатюрной» книге, открывшей коллекцию «Découvertes Gallimard» в 1986 году (она входит в часть этой коллекции — серию «Археология»). 
Автор в своей работе охватывает всю историю египтологии, её зарождения и развития, со всеми важными фигурами в этой науке, а также вопросы изучения археологических памятников, артефактов и документов, обнаруженных в Египте в XVIII и XIX веках.
В соответствии с традицией серии «Découvertes Gallimard», эта книга отличается обилием изобразительной документации и синтезом визуальных материалов и текстов, напечатанных на мелованной бумаге. Таким образом, она представляет собой «настоящую монографию, изданную как книга по искусству».
«В поисках потерянного Египта» стала одним из бестселлеров во Франции и вошла в пятёрку бестселлеров от «Découvertes». По состоянию на 2001 год по всему миру было продано более 500 000 её экземпляров. Книга была переведена на американский и британский варианты английского языка, бразильский португальский, чешский, датский, нидерландский, немецкий, итальянский, японский, ливанский арабский, литовский, норвежский, польский, румынский, русский, словацкий, словенский, корейский, испанский, шведский, турецкий, упрощенный и традиционный китайский, будучи несколько раз переизданной. Объём страниц книги уменьшился с 224 страниц в издании 1986 года до 160 страниц в варианте 2007 года. Электронное издание для iPad вышло в 2012 году, включая version enrichie.

## Главы

### Основной текст
- «Пролог» (фр. pré-générique): серия иллюстраций на всю страницу, сопровождаемых текстами, созданных Домиником Тибо по мотивам древнеегипетских рельефов, в том числе с изображением Рамсеса III из гробницы его сына Аменхерхепешефа.
- Глава I: «Исчезновение Египта эпохи фараонов» (фр. La disparition de l'Égypte des Pharaons), рассказ о прискорбных событиях, приведших к разрушению Александрийской библиотеки (в которой предположительно хранилось более 700 000 книг и документов) и храма Сераписа, в результате чего погибли драгоценные тексты, которые могли бы прояснить существующие и поныне пробелы в истории Египта времён фараонов. Автор рассказывает и о сохранившихся источниках, в том числе и Библии.
- Глава II: «Путешественники древнего мира» (фр. Les voyageurs de l'Antiquité) рассказывает о путешествии и трудах Геродота, за которым следуют Диодор Сицилийский, Страбон, очень интересовавшийся культами животных, и Плутарх, представивший свою версию мифа об Осирисе и Исиде на основе текста Манефона, а точнее его копии времён Птолемеев. Римские императоры Адриан и Септимий Север также включены в ряд знаменитых путешественников по стране Нила, которым предшествовал полководец Германик, член императорской династии, посетивший Египет во время правления Тиберия.
- Глава III: «Крестоносцы, монахи и любопытные на Ниле» (фр. Croisés, moines et curieux au fil du Nil) посвящена временам, когда двери мусульманского Египта были практически закрыты для христианского Запада. Во времена крестовых походов появились некоторые тексты, призванные пролить свет на историю этой страны, но так или иначе западные путешественники в южном Каире были очень редки. Автор делает вывод, что «ни один из рассказов с I по XIV века не может сравниться с рассказами древних»[8]:29. К тому времени уже никто не умел читать иероглифические тексты. К более-менее известным путешественникам, посещавшим Египет до начала XIX века, относятся доминиканец Ванслеб[англ.], Жан де Тевено, Бенуа де Майе, Клод Сикар, Клод Этьенн Савари и граф де Вольней.
- Глава IV: «Авантюристы и грабители» (фр. Aventuriers et voleurs) рассказывает о написанных по результатам экспедиции Наполеона I важных работ Доминика Виван-Денона — «Путешествие по Верхнему и Нижнему Египту» и «Описание Египта»: «с 1802 по 1830 год целый ряд путешественников из Франции, Англии, Германии и Швейцарии посетили Египет, чтобы своими глазами увидеть чудеса явленные „Путешествием“ и „Описанием“»[8]:54. Именно тогда эта страна вошла в моду, повлёкшая за собой египтоманию и, что гораздо важнее, к рождению египтологии. Затем автор затрагивает тему деятельности европейских консулов и прочих лиц, занимавшихся приобретением древних артефактов (знаменитый Джованни Баттиста Бельцони был одним из них) и применявшим методы при этом, близким больше к грабежу, чем к тщательным исследованиям. Это было неизбежно в те времена, когда археологический метод ещё находился в стадии разработки.
- Глава V: «Эра учёных» (фр. L'Ère des savants) рассказывает об успехе Жана-Франсуа Шампольона в деле расшифровки древнеегипетских надписей, в котором он соревновался с несколькими другими выдающимися учёными (Томасом Юнгом, Давидом Окербладом и Сильвестром де Саси). Среди громких имён, пришедших на смену поколению Шампольона, в главе упоминаются Карл Рихард Лепсиус, основатель немецкой египтологии, Джон Гарднер Уилкинсон, «отец британской египтологии» и Эмиль Присс, привезший значимое количество египетских древностей во Францию.
- Глава VI: «Археологи спасают Египет» (фр. Les archéologues au secours de l'Égypte) повествует о том, как после нескольких десятилетий безудержного грабежа, разрушения памятников, пренебрежения к тщательному учёту находок археологи занялись спасением наследия древнего Египта. К ним автор носит Огюста Мариета, который в конечном итоге умер в Египте, занимая высокий пост директора отдела древностей, Гастона Масперо, преемника Мариета, и Генриха Карла Бругша, участвовавшего с Мариетом в его раскопках в Мемфисе.
- Глава VII: «Вновь обретённый Египет» (фр. L'Égypte retrouvée) рассказывает о работе Говарда Картера в Долине Царей (открытие гробницы Тутанхамона) и раскопках Пьера Монте в Танисе (гробницы Псусеннеса I, Аменемопета, Шешонка II и других), происходивших уже в первой половине XX века. Автор отмечает, что если открытия гробниц Тутанхамона и Псусеннеса I имели международный резонанс, то многие новые значимые находки, которые случаются почти ежегодно, привлекают внимание только групп исследователей, учёных и читателей специализированных журналов по египтологии. И в нынешние времена этот темп по обнаружению новых находок сохраняется, учёные продолжают методично исследовать археологические памятники, существующие не только в Египте, но и в Нубии. Автор в заключение делает вывод о том, что «понемногу история Древнего Египта снимает с себя покров загадочности. Египтология из начальной стадии перешла в зрелую»[8]:127.

### Документы
В отличие от основного раздела, выполненного в цвете, вторая часть книги, озаглавленная как «Свидетельства и документы» (фр. Témoignages et documents), напечатана в чёрно-белой гамме. Она представляет собой антологию выдержек из источников, разделённых на 19 частей, взятых из текстов Жана Тюлара об экспедиции Наполеона в Египет, из Шатобриана («Путешествие из Парижа в Иерусалим»), Флобера («Путешествие на Восток»), Максима Дюкана («Литературные воспоминания»), Фромантена («Путешествие в Египет»), Марка Твена («Простаки за границей»), Пьера Лоти («Смерть в Филе»), Огюста Мариета («Серапеум Мемфиса»).
Помимо этих известных авторов прошлого, приводятся и тексты современных египтологов, таких как Клода Тронекера и самого Веркутте (о спасении храмов Абу-Симбела), Жана-Клода Гольвена (о реставрационных работах в Карнаке) и других исследователей, которые повествуют о транспортировке египетских обелисков в Европу, открытии Суэцкого канала, мумии Рамсеса II, подвергшейся нападению грибков, возобновившихся попытках раскрыть тайну Великой пирамиды, основных произведениях искусства египетской коллекции в Лувре и т. д. В документе Les mystères des pyramides также содержатся отсылки к комиксам, темой которых является Египет (Астерикс и Клеопатра, Тинтин, Блейк и Мортимер).
Книга заканчивается хронологией истории древнего Египта (с 6000 г. до н. э. по 639 г. н. э.), библиографией, списком иллюстраций и указателем.

## Отзывы
На сайте Babelio книга имеет среднюю оценку в 3,58 из 5 баллов на основе 25 отзывов., а на ресурсе Goodreads — 3,81 из 5 на основе 124 оценок («в целом положительные мнения»).
В своей рецензии на книгу для академического журнала Cadmo Восточного института Лиссабонского университета португальский египтолог Луиш Мануэл де Араужу высоко оценил подбор иллюстраций в книге: "Хорошо оформленная книга, с отличным текстом и множеством красивых иллюстраций […] Этот прекрасный экземпляр ценен отличным подбором изображений, щедро иллюстрирующим текст, некоторые из них относятся к классическим работам раннего периода египтологии, к таким как «Описание Египта», книга Лепсиуса Denkmäler aus Aegypten und Aethiopien, «Египет и Нубия» Дэвида Робертса и другим. Автор рецензии также отметил ряд неточностей в написании имён фараонов и божеств, а также необъяснимое отсутствие упоминания в книге знаменитого английского египтолога Флиндерса Питри, который ввёл новые методы поиска и регистрации находок в археологических исследования, а также его современников — Адольфа Эрмана и Джорджа Эндрю Рейснера.

## Перевод на русский
- Веркутте Ж. В поисках потерянного Египта. — М.: Астрель, 2005. — 176 с.